# Фомино (Гусь-Хрустальный район)
Фомино — деревня в Гусь-Хрустальном районе Владимирской области России, входит в состав Уляхинского сельского поселения.

## География
Деревня расположена на берегу реки Гусь в 8 км на юг от центра поселения деревни Уляхино и в 47 км на юг от Гусь-Хрустального.

## История
В XIX — начале XX века деревня входила в состав Парахинской волости Касимовского уезда Рязанской губернии, с 1926 года — в составе Гусевского уезда Владимирской губернии. В 1859 году в деревне числилось 47 дворов, в 1905 году — 138 дворов, в 1926 году — 199 дворов.
С 1929 года деревня входила в состав Парахинского сельсовета Гусь-Хрустального района, с 1935 года — в составе Курловского района, с 1963 года — в составе Гусь-Хрустального района, с 2005 года — в составе Уляхинского сельского поселения.

## Население
| 1859 | 1897 | 1905 | 1926 | 2002 | 2010 | 2021 |
| ---- | ---- | ---- | ---- | ---- | ---- | ---- |
| 379  | ↗608 | ↗901 | ↗968 | ↘106 | ↘63  | ↘43  |